# Эш-Шамаль
Эш-Шамаль (араб. الشمال‎) — самый северный муниципалитет Катара. Разделён на три района. Административным центром и крупнейшим городом является Эш-Шамаль, что в переводе с арабского означает «Город Севера».
На территории муниципалитета расположена самая северная точка Катарского полуострова — мыс Ракан. С трёх сторон омывается водами Персидского залива. Внутри страны граничит с муниципалитетом:
- Эль-Хор — на юге.